# Satrapia d'Aràbia
La satrapia d'Aràbia (Arabāya) fou una entitat administrativa de la Pèrsia aquemènida. Era una satrapia menor dependent d'Egipte. Estava centrada a l'oasi de Tayma.
Aquest territori pertanyé a l'Imperi Neobabilònic conquerit pels perses el 539 aC, moment en què el territori va esdevenir independent. No fou conquerit fins a l'expedició de Cambises II de Pèrsia a Egipte vers el 525 aC, i llavors no fou inclòs a la gran satrapia de Babilònia o la satrapia d'Assíria, sinó que fou convertida en satrapia dins a la gran satrapia d'Egipte. Els sobirans locals van restar al càrrec del govern. La província arribava a l'oest fins als territoris al sud de Gaza (fins a Pelúsion) i més al nord fins a la vora del mar Mort; al sud i est fins al desert d'Aràbia, i el límit al nord, no es pot determinar. Quan els perses van perdre la satrapia (en una època indeterminada, ja que no hi ha cap referència al fet) la regió costanera entre Gaza i Pelúsion fou agregada a la satrapia de Síria.